# Debela dekl'ca
»Debela dekl'ca« (hrvaško »Debela djevojka«) je skladba skupine Rendez-Vous iz leta 1985. Avtor glasbe je Đorđe Novković, tekst pa je napisal Goran Šarac.

## Snemanje
Snemanje in miksanje slovenske in hrvaške verzije je potekalo v ljubljanskem studiu Tivoli pri Acu Razborniku, producent in aranžer pa je bil Vlado Delač. Velika uspešnica pa nikoli ni bila izdana kot single. 
Je pa leta 1985 izšla na njihovem drugem studijskem in tudi istoimenskem albumu Debela dekl'ca, pri Založbi kaset in plošč RTV Ljubljana na vinilki in kaseti.
Pesem je bila velikokrat krivično zamešana in pripisana skupini Agropop, ki pa te skladbe nikoli ni posnela, niti kot priredbe.
Obstaja tudi verzija v hrvaškem jeziku, za katero je prav tako glasbo in hrvaški tekst napisal Novković.

## Zasedba

### Produkcija
- Đorđe Novković – glasba, besedilo (hrvaško)
- Goran Šarac – besedilo (slovensko)
- Vlado Delač – producent, aranžma
- Aco Razbornik – tonski snemalec

### Studijska izvedba
- Miran Rudan – solo vokal, kitara
- Goran Šarac – vokal
- Željko Mevželj – bas kitara
- Miki Šarac – saksofon
- Miro Čekeliš – bobni